# 富士通エフ・オー・エム
富士通エフ・オー・エム株式会社（ふじつうエフ・オー・エム、英語: FUJITSU FOM LIMITED）は、かつて存在した富士通グループの企業。略称はFOM。東京都港区に本社を置いていた。
“やさしく、わかりやすく、伝える”のコーポレート・コンセプトをもとに、ICTに関する操作研修、教材開発・提供を主な事業としている。

## 会社概要
元々は富士通グループのOA機器販売会社として設立されたが、ICT（情報通信技術）に関する研修サービスや出版、教材開発・提供が主要事業となったことから、 2007年（平成19年）10月1日に社名を富士通オフィス機器から富士通エフ・オー・エムへ変更した。
パソコン操作研修で培った経験から、FOM出版としてMicrosoft Office製品等の操作方法を解説した緑色の書籍「よくわかる」シリーズを出版（ISBN：89311）し、更にeラーニングのコンテンツの開発、提供も行っている。また、近年においては、豊富な現場対応やエンドユーザ対応の経験を活かして、Web・UIデザインなどの各種プロモーション支援業務も行っており、2019年4月には富士通アプリコ株式会社のWeb・デザイン事業を移管統合した。
2021年4月1日付で、富士通新潟システムズ、富士通ワイエフシー、富士通山口情報の3社と共に富士通Japanへ吸収合併され、出版事業・出版関連事業は同じ富士通グループの富士通ラーニングメディアに移管された（ただし、ブランドとしての「FOM出版」は富士通ラーニングメディアへの移譲後も継続されている）。

## 事業内容
- 業務システム利活用、定着化支援サービスの提供
- ICTに関する研修、マニュアル作成、eラーニングサービスの提供
- プロモーション支援サービスの提供
- FOM出版、FOMダイレクトの運営

## 製品・サービス
- 業務システム利活用・定着化支援
  - 操作研修
  - マニュアル作成

- 研修・書籍・eラーニング
  - ICT研修（富士通マイゼミナール）
  - 書籍（FOM出版）
  - eラーニング

- プロモーション支援
  - Web・UIデザイン
  - デザイン・拡販ツール作成
  - 動画・映像制作

- その他
  - FOMダイレクトの運営

## 沿革
- 1981年07月 - 富士通オフィス機器株式会社設立
- 1983年 - グループ内役割見直しにより、社業をお客様向け研修サービスへ転換
- 1996年 - Webサイト開設
- 2007年10月 - 富士通エフ・オー・エム株式会社へ社名変更
- 2019年04月 - 富士通アプリコ株式会社のWeb・デザイン事業を移管統合
- 2021年04月 - 富士通Japanへ吸収合併